# 이근호 (축구인)
이근호 (李根鎬, 1985년 4월 11일 ~ )는 대한민국의 은퇴한 축구 선수이자 축구 해설가로 선수 시절 포지션은 세컨드 스트라이커였으며 현재 쿠팡플레이 해설위원 및 대한축구협회 기술발전위원회 이사로 재직 중이다.

## 개요
인천 출생으로 만수북초등학교, 부평동중학교, 부평고등학교를 졸업하였다. 전 소속 구단인 대구 FC의 마스코트가 '태양'인 점에 착안하여 '태양의 아들'이라는 별명을 얻었다. '이근호'라는 이름과 비슷하다는 점에 착안하여 이그노어(Ignore)라는 별명이 붙기도 하였우며, 국가대표 경기에서 중동팀을 상대로 많은 득점을 올리는 등의 강한 모습을 보이며 중동 킬러라는 별명을 얻기도 하였다.
하대성과 초등학교, 중학교, 부평고, 대구 FC 시절 함께 활약했으며, 두 선수 사이의 두터운 친분도 유명하다.

## 클럽 경력
2004년 인천 유나이티드 FC에 입단하였으나, 제난 라돈치치 등에게 주전 경쟁에서 밀려 1군 출장 기회를 거의 갖지 못하여 2군에 머물렀다. 하지만 2006년 K리그 2군 리그 우승에 큰 공헌을 하여 MVP를 차지하였고, 2007년 윤주일을 상대로 트레이드되어 대구 FC로 이적하였다. 대구 FC로 이적한 이후 2번째 경기에서 전남을 상대로 멀티골을 기록하였으며, 그 다음 경기인 울산전에서는 하프라인부터 드리블하여 울산 수비수 세 명을 돌파, 골을 기록하며 언론으로부터 집중 조명을 받기 시작했다. 이후 외국인 선수들과 함께 득점왕 경쟁을 펼치는 등 뛰어난 활약을 하여 팀의 간판스타로 발돋움하였고, 2008년 2월, 이근호는 수원을 비롯 K리그 빅클럽 이적을 추진했지만 구단의 잔류 요청과 선수 본인이 최고 선수 대우 조건을 요청함으로 인해 연봉 1억 9천만원으로 대구 FC와 재계약에 합의하였으며, 그 해에 한국 선수로는 리그 최다 득점은 물론 베이징 올림픽 대표와 허정무 감독이 이끄는 국가대표팀에서 활약하였으며, 대표팀이 2010년 남아공 월드컵 예선을 무패로 통과하는 데에 큰 공을 세웠다. 하지만 2010년 남아공 월드컵 엔트리에는 탈락했다. 허정무호에서 한때 박주영과 함께 '한국판 비야-토레스'라인이라는 칭호를 팬, 기자, 전문가들로부터 받았으며 언론들로부터는 '허정무호의 황태자'로 불리었다. 2009년 대구 FC와의 계약이 만료되자, 유럽의 여러 구단들과 이적 협상을 가졌지만, 주전 확보 문제로 잉글랜드 프리미어리그의 블랙번 로버스의 2번에 걸친 제의를 거절하였고, 연봉 문제 및 미드필더 보강 문제로 인하여 네덜란드 에레디비시의 빌럼 II 틸뷔르흐로의 이적이 결렬되었으며, 프랑스 축구 연맹의 규정문제로 리그 1의 파리 생제르맹 FC로의 이적이 불발되었고, 계약 기간 문제로 덴마크 슈퍼리가의 오덴세 BK로의 이적이 무산되어, 유럽 리그로의 이적이 실패로 돌아가게 되었다.
결국 당장 뛸 수 있는 팀을 구해야 할 처지에 놓여 일본 J리그의 주빌로 이와타에 입단하였고, J리그 6라운드에서 데뷔전 상대로 시미즈 에스펄스를 맞아 2골을 터뜨리는 맹활약을 펼쳤다. 다음 경기인 J리그 7라운드에서 교토 상가 FC를 맞아 1골 2도움을 기록하며 팀의 시즌 2연승을 이끌었고, J리그 10라운드에서 알비렉스 니가타를 상대로 1골 1도움의 맹활약을 펼쳤으며, J리그 11라운드에서 오미야 아르디자를 상대로 2골 1도움의 원맨쇼를 펼치며, 리그 8경기에서 6골 5도움을 기록하여 J리그에 성공적으로 안착하였다.
6월 리그 1의 파리 생제르맹 FC로부터 공식적으로 입단 제의를 받았고, 19일 파리 생제르맹 FC로 이적하려고 하였으나, 계약에 실패하여 주빌로 이와타로 다시 복귀, 2010년 7월까지 재계약하였다. 2009 J리그에서 총 24경기에 나서 12골을 터뜨렸다.
2010 J1리그 리그 4라운드에서 첫 골을 기록한 후 부진한 모습을 보였고 6월 주빌로 이와타와의 계약이 끝난 후 감바 오사카로 이적하였다. 2011년 감바 오사카에서 15골을 넣으며 활약했다. 병역 이행을 위해 감바 오사카와 결별하여 K리그로 복귀했고 울산 현대와 3년 계약하며 K리그에 복귀했다. 2012 K리그 3라운드 경기인 성남 일화 천마와의 경기에서 무려 3골을 넣으며 자신의 부활을 알렸고, 팀은 그의 활약에 힘입어 3 – 0으로 승리하였다.
그는 이어진 상무와의 경기에서 페널티킥으로 추격골을 넣으며 4호골을 기록하였다. 하지만 AFC 챔피언스 리그 예선 2차전인 브리즈번과의 경기에서는 0 – 1 상황에서 페널티킥 실축으로 많은 비난을 받았다. 다행히 팀은 이재성의 동점골로 간신히 1 – 1 무승부를 거두었다. 그 이후, AFC 챔피언스 리그에서 4골 6도움을 기록하는 등 맹활약하여 팀을 우승으로 이끌었고, 아시아 축구연맹(AFC)이 선정한 2012년 최고의 선수로 선정되어 김주성 현 대한축구협회 사무총장 이후 21년 만에 한국에서 아시아 최고의 선수가 나왔다.
2012년 시즌 후 상무에 입대하여, 2013 K리그 챌린지에서 맹활약한 끝에 상무를 챌린지 우승과 함께 K리그 클래식으로 승격시키는데 큰 공헌을 하였으며, 득점왕에 이어 압도적 득표로 MVP, 베스트 11까지 수상하며, K리그 챌린지 3관왕에 등극하였다.
2014년 7월 25일에 예정된 2014 K리그 올스타전을 앞두고, 이근호는 트랙터를 타고 상주에서 서울로 출발하는 모습을 담은 올스타전 티저 영상을 공개하여 화제가 되었는데, 이는 농업이 중요한 지역인 상주와 제품을 홍보하기 위한 마케팅의 일환으로 트랙터를 탄 것으로 알려졌다.
9월 16일 전역한 이후, 카타르 스타스 리그의 엘자이시 SC로 이적했다.
2015년 7월, 전북 현대 모터스로 6개월간 임대되어 리그 15경기에 출전하여 4골을 기록하였다. 2016년 1월 엘자이시와 양자 합의하에 계약을 해지하였다.
3월, 제주 유나이티드에 입단하였다.
12월, 강원 FC와 3년 계약을 맺고 이적하였다.

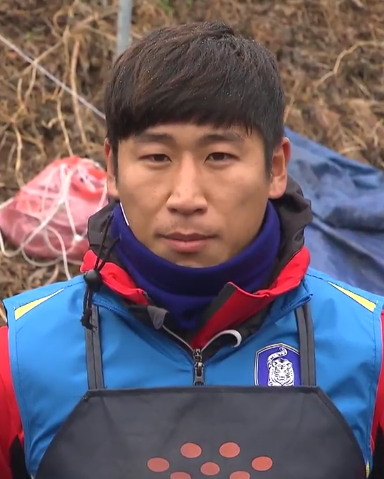
2016년 강원 FC에 입단 후 봉사활동을 하는 이근호.

 2017 시즌 37경기 출전 8골 9도움을 기록하면서 강원 FC의 공격을 이끌었으며, 2018년 6월 20일에 6년 만에 울산 현대로 복귀하였다.
2019 시즌을 앞두고, 울산의 주장으로 선임되었다.
2021 시즌을 앞두고, 대구 FC로 임대를 갔으며 13년 만에 대구로 복귀하였다.
2022 시즌을 앞두고 대구 FC로 완전 이적하였다. 계약 기간은 1년이다.
시즌 종료를 앞둔 2023년 10월 16일에 현역 은퇴를 선언했다.

## 국가대표팀 경력
2007년 6월 29일 이라크의 친선경기에서 A매치에 데뷔하여 그 경기에서 첫 A매치 득점을 올렸고, 2007년 AFC 아시안컵에 참가하였다.
2008년 10월 11일, 수원월드컵경기장에서 열린 우즈베키스탄과의 친선경기에서 2골을 기록하여 팀의 3 – 0 승리를 이끌었고, 다음 경기인 15일, 서울월드컵경기장에서 열린 아랍에미리트와의 2010년 FIFA 월드컵 예선에서 2골을 기록하여 팀의 4 – 1 승리를 이끌어, 2000년 이후 8년 만에 A매치 2경기 연속 2골을 넣은 선수가 되었다. 하지만 대표팀 및 소속 팀에서의 부진으로 인해 2010년 FIFA 월드컵 최종 엔트리 선정 과정에서 구자철, 신형민과 함께 제외되었다.
이후 1년 만에 대표팀에 발탁되어 온두라스와의 평가전에서 4번째 골을 성공시키며 부활의 조짐을 보였다. 하지만 삿포로에서 열린 일본과의 평가전에서 무리하게 공을 몰고 가다 뺏겨 가가와 신지에 선제골을 허용하였고, 그는 패배의 원흉이 됨과 동시에 많은 사람들의 비난을 받기 시작하였다. 이후 한동안 대표팀에서 좋은 활약을 펼치지 못하였고, 아랍에미리트와의 브라질 월드컵 3차 예선에서 후반 34분 서정진과 교체 투입되어, 후반 43분 고전하던 대한민국 대표팀에 천금같은 결승골을 안겨주었고, 팀은 후반 추가시간 박주영의 쐐기골로 2 – 0으로 승리하였다. 그리고 그다음 경기인 레바논과의 경기에서 페널티킥을 유도해 동점골의 발판을 만들어 1도움을 기록했으나, 더 이상 공격포인트를 기록하지 못했다. 조광래 감독의 경질 이후 새로 부임한 최강희 감독의 신뢰를 얻으며 우즈베키스탄과의 경기서 1도움, 쿠웨이트와의 3차 예선 마지막 경기에서는 이동국의 결승골을 어시스트 함과 동시에, 팀의 2번째 골을 성공시켜 대한민국을 브라질 월드컵 4차 예선에 진출시킨 주역이 되었다. 이후 카타르와의 4차 예선 첫 경기에서 2골을 기록했다. 광복절(2012년 8월 15일)에 열린 잠비아와의 평가전에선 2골을 기록해 팀의 2 – 1 승리를 이끌었다.
최근에는 2014년 5월 8일에 발표된 2014 브라질 월드컵 축구 국가대표 최종 명단에 포함되어 4년 만에 첫 월드컵 출전을 확정 지었으며 6월 18일 러시아와의 브라질 월드컵 조별 예선 첫 경기인 러시아전에서 박주영과 교체되며 월드컵 데뷔전을 치렀고 대한민국의 월드컵 첫 골을 기록하였으며, 8년 만에 K리그 소속으로 월드컵에서 골을 기록함과 동시에, 상무 소속으로 유일하게 골을 기록한 선수가 되었다. 이 경기에서 대한민국은 1 – 1 무승부를 기록하였다. 그러나 모두가 부진할 것이라 생각했었던 상황에서 이근호의 골은 많은 언론과 해외에서 관심을 받았고 2차전인 알제리전에서도 비록 2 – 4로 패하긴 했지만 후반전 교체 투입으로 활약하며 구자철에게 완벽한 기회를 만들어주는 어시스트를 했고 3차전인 벨기에전은 공격적인 모습을 선보이며 많은 해외축구팬들을 주목하게 했다.
12월 22일 발표된 2015 AFC 아시안컵 최종 명단에 포함되었다.
2017년 5월에 발표된 2018년 FIFA 월드컵 3차 예선 카타르와의 명단에 포함되어 2년 4개월만에 대표팀에 복귀했다.
11월 콜롬비아, 세르비아와의 평가전 명단에 포함되었다. 콜롬비아와의 경기에서 선발 출전했으며, 45분을 뛰었다. 전반전 동안 한국이 원활한 공격을 할 수 있도록 도우며 좋은 모습을 보여주었다.

## 방송 활동
2012년 방송 된 1박 2일 같이 가자 친구야 특집에 이수근의 친구로 출연했다. 방송 이후 함께 방송에 출연했던 축구 선수 이동국과의 좋은 호흡으로 2014년 FIFA 월드컵 아시아 지역 3차 예선 쿠웨이트전을 승리로 이끌면서 화제를 모았다.
2016년 백종원의 3대천왕 짝궁 특집에서 이휘재의 짝궁으로 출연했다.

## 경력 통계

### 클럽 기록
2020년 12월 28일 현재
| 시즌     | 클럽             | 소속리그           | 리그 | 리그 | 국내 컵 | 국내 컵 | 리그 컵    | 리그 컵    | 대륙 대회 | 대륙 대회 | 통산 | 통산 |
| 시즌     | 클럽             | 소속리그           | 출장 | 득점 | 출장    | 득점    | 출장       | 득점       | 출장      | 득점      | 출장 | 득점 |
| 대한민국 | 대한민국         | 대한민국           | 리그 | 리그 | FA컵    | FA컵    | K리그컵    | K리그컵    | AFC       | AFC       | 통산 | 통산 |
| -------- | ---------------- | ------------------ | ---- | ---- | ------- | ------- | ---------- | ---------- | --------- | --------- | ---- | ---- |
| 2004     | 인천 유나이티드  | K리그1             | -    | -    | 1       | 0       | -          | -          | -         | -         | 1    | 0    |
| 2005     | 인천 유나이티드  | K리그1             | -    | -    | 1       | 0       | 5          | 0          | -         | -         | 6    | 0    |
| 2006     | 인천 유나이티드  | K리그1             | 2    | 0    | -       | -       | 1          | 0          | -         | -         | 3    | 0    |
| 2007     | 대구 FC          | K리그1             | 20   | 8    | 2       | 0       | 7          | 2          | -         | -         | 29   | 10   |
| 2008     | 대구 FC          | K리그1             | 26   | 11   | 3       | 2       | 6          | 2          | -         | -         | 35   | 15   |
| 일본     | 일본             | 일본               | 리그 | 리그 | 천황배  | 천황배  | 나비스코컵 | 나비스코컵 | AFC       | AFC       | 통산 | 통산 |
| 2009     | 주빌로 이와타    | J1리그             | 24   | 12   | 1       | 1       | 1          | 0          | -         | -         | 26   | 13   |
| 2010     | 주빌로 이와타    | J1리그             | 12   | 1    | -       | -       | 4          | 1          | -         | -         | 16   | 2    |
| 2010     | 감바 오사카      | J1리그             | 20   | 4    | 5       | 1       | -          | -          | -         | -         | 25   | 5    |
| 2011     | 감바 오사카      | J1리그             | 32   | 15   | 1       | 0       | -          | -          | 7         | 2         | 40   | 17   |
| 대한민국 | 대한민국         | 대한민국           | 리그 | 리그 | FA컵    | FA컵    | K리그컵    | K리그컵    | AFC       | AFC       | 통산 | 통산 |
| 2012     | 울산 현대        | K리그1             | 33   | 8    | 2       | 1       | -          | -          | 14        | 5         | 49   | 14   |
| 2013     | 상주 상무        | K리그2             | 27   | 15   | 2       | 0       | -          | -          |           |           | 27   | 15   |
| 2014     | 상주 상무        | K리그1             | 18   | 4    | 0       | 0       | -          | -          |           |           | 18   | 4    |
| 카타르   | 카타르           | 카타르             | 리그 | 리그 | -       | -       | -          | -          | AFC       | AFC       | 통산 | 통산 |
| 2014-15  | 엘자이시         | 카타르 스타스 리그 | 18   | 2    | -       | -       | -          | -          | 2         | 0         | 20   | 2    |
| 대한민국 | 대한민국         | 대한민국           | 리그 | 리그 | FA컵    | FA컵    | K리그컵    | K리그컵    | AFC       | AFC       | 통산 | 통산 |
| 2015     | 전북 현대 모터스 | K리그1             | 15   | 4    | 0       | 0       | -          | -          | 2         | 0         | 17   | 4    |
| 2016     | 제주 유나이티드  | K리그1             | 35   | 5    | 1       | 0       | -          | -          | -         | -         | 36   | 5    |
| 2017     | 강원 FC          | K리그1             | 37   | 8    | 2       | 0       | -          | -          | -         | -         | 39   | 8    |
| 2018     | 강원 FC          | K리그1             | 13   | 0    | 0       | 0       | -          | -          | -         | -         | 13   | 0    |
| 2018     | 울산 현대        | K리그1             | 22   | 4    | 5       | 1       | -          | -          | -         | -         | 27   | 5    |
| 2019     | 울산 현대        | K리그1             | 18   | 2    | 0       | 0       | -          | -          | 3         | 0         | 21   | 2    |
| 2020     | 울산 현대        | K리그1             | 12   | 0    | 3       | 0       | -          | -          | 8         | 0         | 23   | 0    |
| 통산     | 대한민국         | 대한민국           | 278  | 69   | 22      | 4       | 19         | 4          | 27        | 5         | 344  | 82   |
| 통산     | 일본             | 일본               | 88   | 34   | 7       | 2       | 5          | 1          | 7         | 2         | 107  | 39   |
| 통산     | 카타르           | 카타르             | 18   | 2    | -       | -       | -          | -          | 2         | 0         | 20   | 2    |
| 종합     | 종합             | 종합               | 382  | 103  | 29      | 6       | 24         | 5          | 36        | 7         | 471  | 121  |

1. ↑  AFC 챔피언스리그 12경기 4골, FIFA 클럽 월드컵 2경기 1골

### 국가대표팀 득점
스코어와 결과 리스트는 대한민국 국가대표팀의 득점을 먼저 기록하였다.
| #  | 일시       | 장소                   | 상대 국가      | 득점  | 결과  | 매치 형식                               |
| -- | ---------- | ---------------------- | -------------- | ----- | ----- | --------------------------------------- |
| 1  | 2007-6-29  | 대한민국, 서귀포       | 이라크         | 3 – 0 | 3 – 0 | 친선 경기                               |
| 2  | 2008-10-11 | 대한민국, 수원         | 우즈베키스탄   | 2 – 0 | 3 – 0 | 친선 경기                               |
| 3  | 2008-10-11 | 대한민국, 수원         | 우즈베키스탄   | 3 – 0 | 3 – 0 | 친선 경기                               |
| 4  | 2008-10-15 | 대한민국, 서울         | 아랍에미리트   | 1 – 0 | 4 – 1 | 2010년 FIFA 월드컵 아시아 지역 4차 예선 |
| 5  | 2008-10-15 | 대한민국, 서울         | 아랍에미리트   | 3 – 1 | 4 – 1 | 2010년 FIFA 월드컵 아시아 지역 4차 예선 |
| 6  | 2008-11-19 | 사우디아라비아, 리야드 | 사우디아라비아 | 1 – 0 | 2 – 0 | 2010년 FIFA 월드컵 아시아 지역 4차 예선 |
| 7  | 2009-2-4   | UAE, 두바이            | 바레인         | 2 – 2 | 2 – 2 | 친선 경기                               |
| 8  | 2009-3-28  | 대한민국, 수원         | 이라크         | 2 – 1 | 2 – 1 | 친선 경기                               |
| 9  | 2011-3-25  | 대한민국, 서울         | 온두라스       | 4 – 0 | 4 – 0 | 친선 경기                               |
| 10 | 2011-11-11 | 아랍에미리트, 두바이   | 아랍에미리트   | 2 – 0 | 2 – 0 | 2014년 FIFA 월드컵 아시아 지역 3차 예선 |
| 11 | 2012-2-29  | 대한민국, 서울         | 쿠웨이트       | 2 – 0 | 2 – 0 | 2014년 FIFA 월드컵 아시아 지역 3차 예선 |
| 12 | 2012-6-8   | 카타르, 도하           | 카타르         | 1 – 1 | 4 – 1 | 2014년 FIFA 월드컵 아시아 지역 4차 예선 |
| 13 | 2012-6-8   | 카타르, 도하           | 카타르         | 4 – 1 | 4 – 1 | 2014년 FIFA 월드컵 아시아 지역 4차 예선 |
| 14 | 2012-8-15  | 대한민국, 안양         | 잠비아         | 1 – 0 | 2 – 1 | 친선 경기                               |
| 15 | 2012-8-15  | 대한민국, 안양         | 잠비아         | 2 – 1 | 2 – 1 | 친선 경기                               |
| 16 | 2013-3-26  | 대한민국, 서울         | 카타르         | 1 – 0 | 2 – 1 | 2014년 FIFA 월드컵 아시아 지역 4차 예선 |
| 17 | 2013-9-6   | 대한민국, 인천         | 아이티         | 3 – 0 | 4 – 1 | 친선 경기                               |
| 18 | 2013-9-10  | 대한민국, 전주         | 크로아티아     | 1 – 2 | 1 – 2 | 친선 경기                               |
| 19 | 2014-06-18 | 브라질, 쿠이아바       | 러시아         | 1 – 0 | 1 – 1 | 2014년 FIFA 월드컵                      |

## 경력 목록

### 국가대표팀 경력
- 2007년 AFC 아시안컵 대표
- 2014년 FIFA 월드컵 대표
- 2015년 AFC 아시안컵 대표

### CF
- 2011년 롯데제과 롯데월드콘XQ

## 수상
울산 현대
- AFC 챔피언스리그 : 우승 (2012, 2020)
- FA컵 : 준우승 (2018, 2020)

상주 상무
- K리그 챌린지 : 우승 (2013)

전북 현대
- K리그 클래식 : 우승 (2015)

대한민국
- EAFF E-1 풋볼 챔피언십 : 우승 (2017)
- AFC 아시안컵 : 준우승 (2015), 3위 (2007)

개인
- K리그 베스트 11 : 2007, 2008, 2012, 2017
- K리그 챌린지 : MVP, 득점왕, 베스트 11 (이상 2013)
- AFC 챔피언스리그 MVP : 2012
- 아시아 올해의 선수상 : 2012
- 2003년 백운기 전국고교축구대회 최우수선수상 수상
- 2006년 K-리그 2군리그 최우수선수상 수상
- 2007년 제21회 스포츠서울 올해의 프로축구 대상 인기선수상 수상
- 2008년 윈저어워즈 한국축구대상 대상, 베스트 11 FW 부문상 수상